# المعلم الوطني بساحة القصبة
المعلم الوطني بساحة القصبة (بالفرنسية:Monument national de La Kasbah) ويسمى أيضا "نصب ساحة القصبة"، هو نصب تذكاري ورمز للعديد من الأحداث في الجمهورية التونسية ويقع في وسط ساحة القصبة قبالته قصر بلدية تونس، يظهرالمعلم أيضًا على بطاقات الهوية التونسية (بطاقة التعريف) كصورة خلفية.
تم تصميم النصب من قبل النحات التونسي عبد الفتاح بوستة، بعد أن فاز بالمسابقة الوطنية التي نظمتها السلطة من أجل إنجاز معلم القصبة. تم إنجاز المشروع عام 1989.

## معرض صور

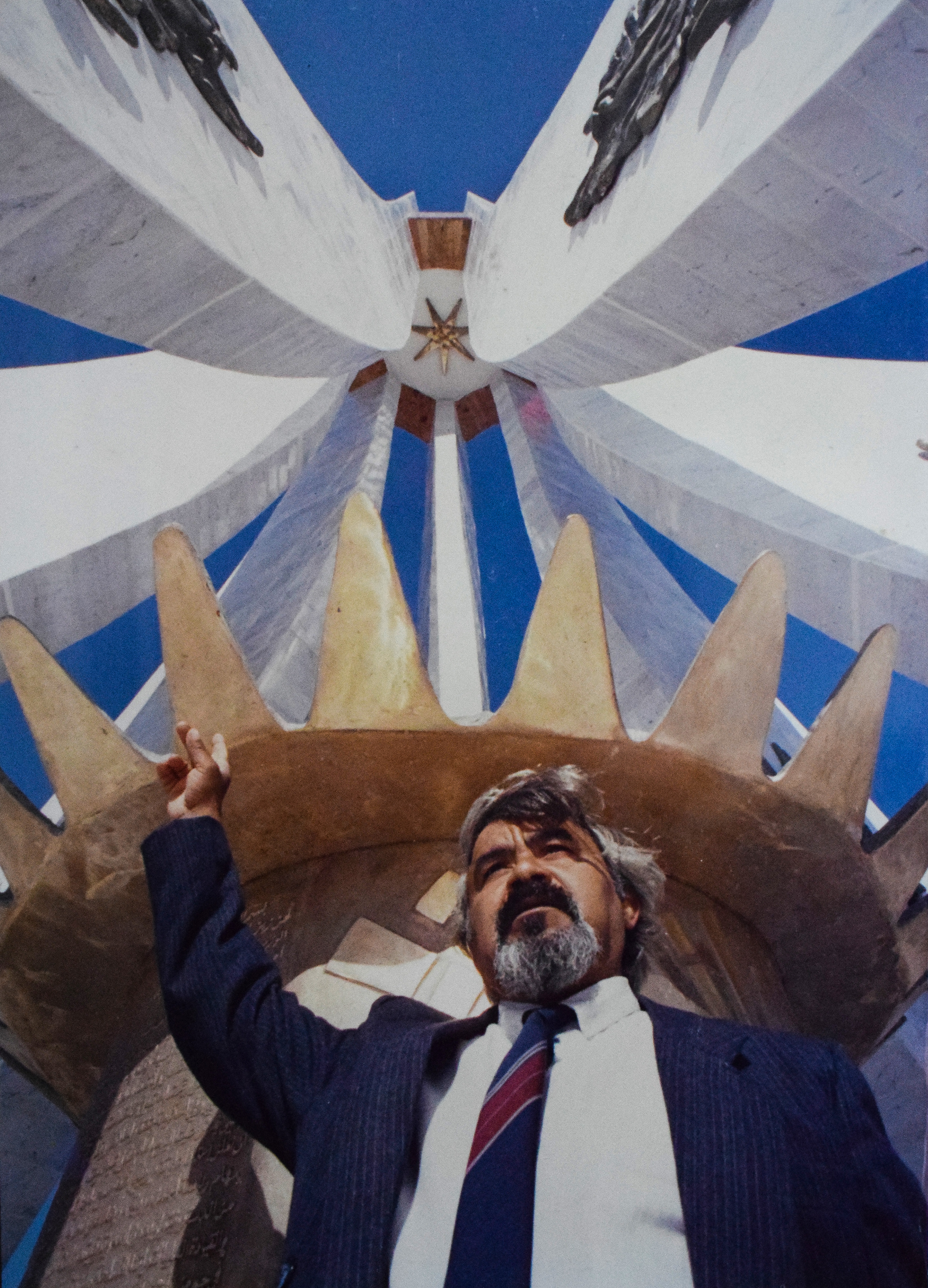
النحات عبد الفتاح بوستة عام 1989،المعلم الوطني بساحة القصبة بتونس العاصمة
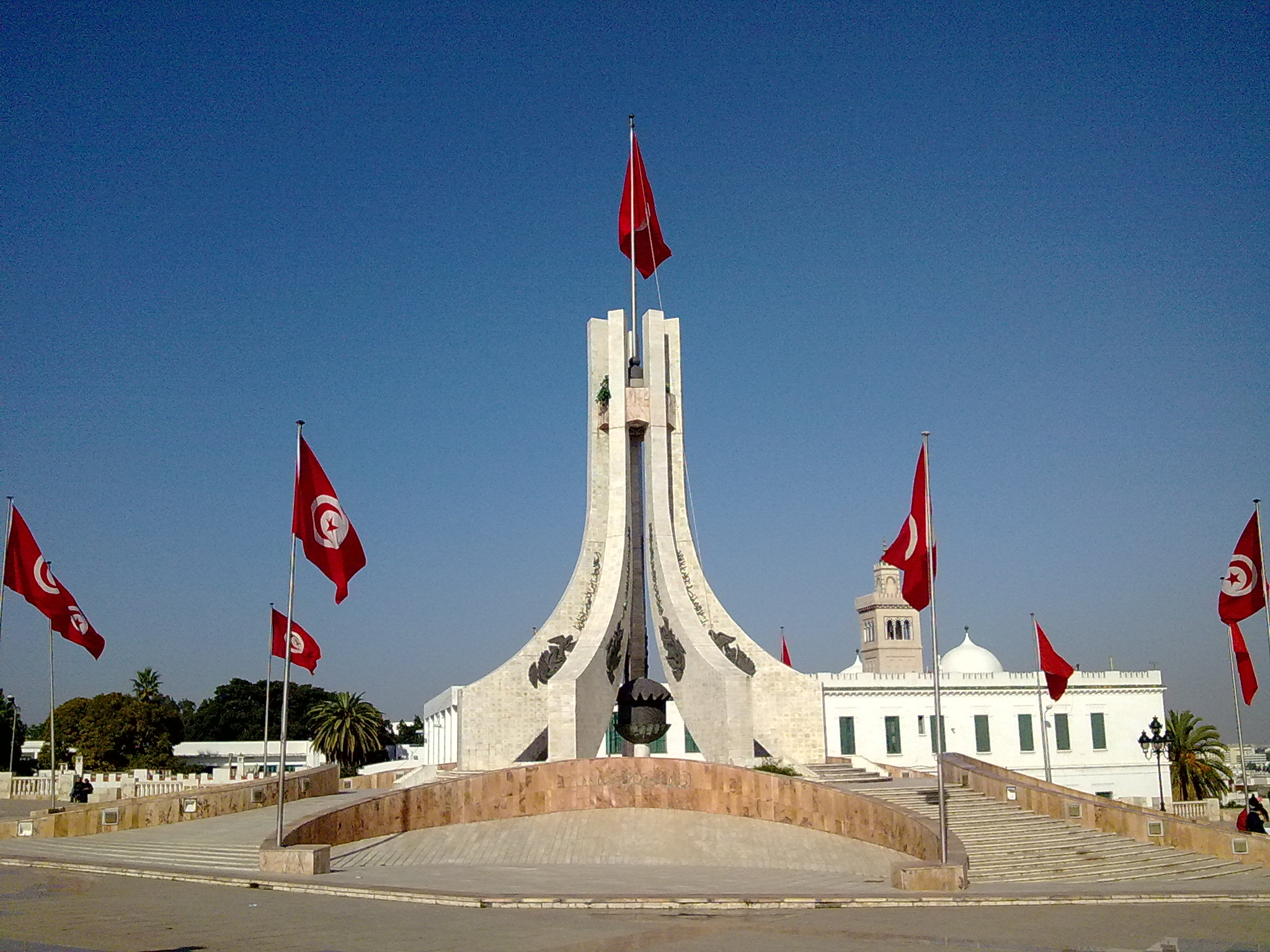
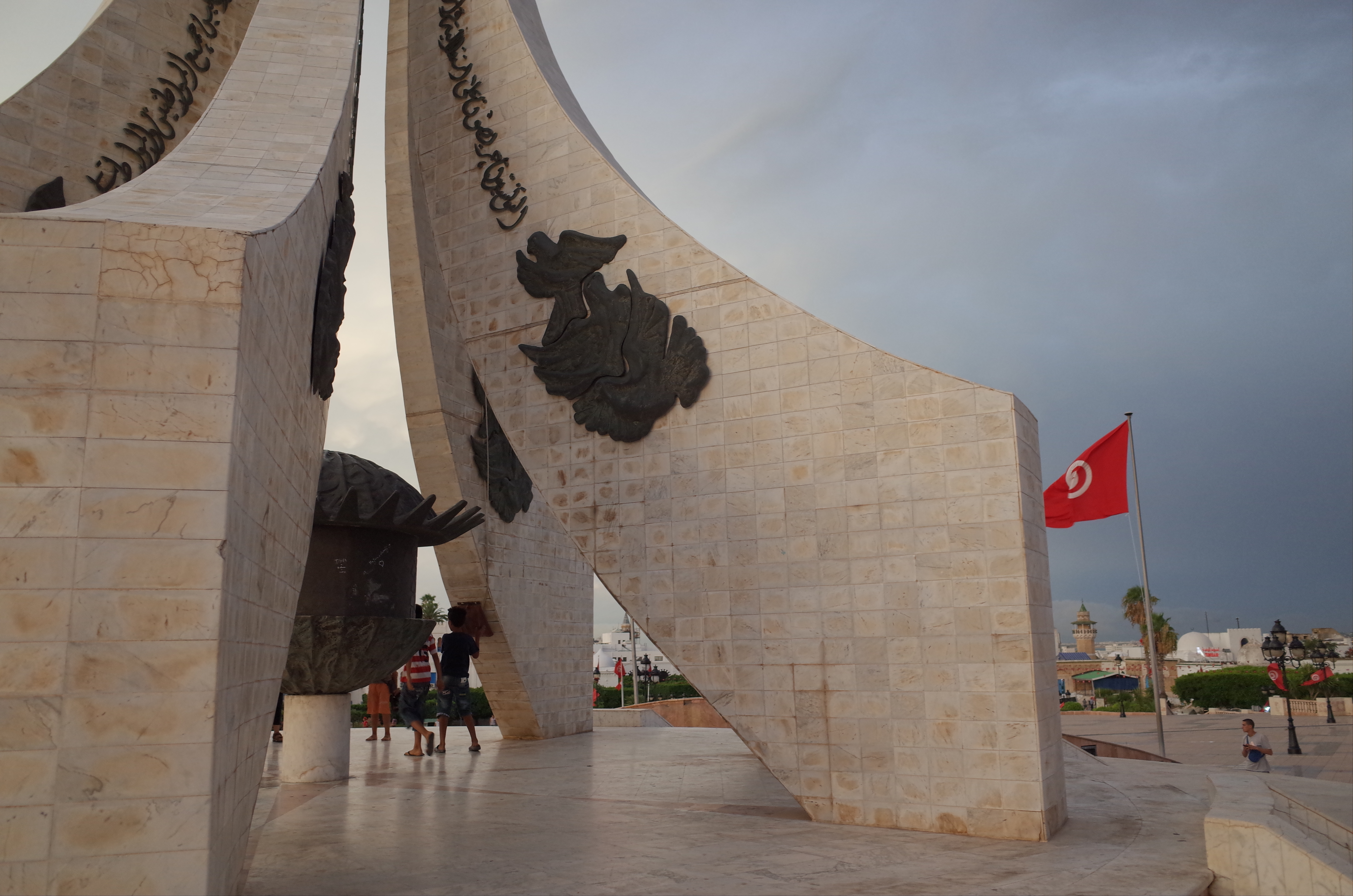